# Ezgi Kaya
Ezgi Kaya (* 1. Januar 2001) ist eine türkische Leichtathletin, die sich auf den Langstreckenlauf spezialisiert hat.

## Sportliche Laufbahn
Erste internationale Erfahrungen sammelte Ezgi Kaya im Jahr 2018, als sie bei den U18-Balkan-Meisterschaften in Istanbul in 7:08,58 min die Bronzemedaille über 2000 m Hindernis gewann. Anschließend schied sie bei den U18-Europameisterschaften in Győr mit 7:17,33 min in der Vorrunde aus. 2020 gewann sie bei den U20-Balkan-Meisterschaften in Istanbul in 10:02,49 min die Bronzemedaille im 3000-Meter-Lauf und bei den Crosslauf-Europameisterschaften 2023 in Brüssel wurde sie nach 31:04 min 68. im U23-Rennen. 2025 wurde sie bei den World University Games in Bochum in 1:19:00 h 19. im Halbmarathon und gewann in der Teamwertung die Bronzemedaille hinter den Teams aus Japan und der Volksrepublik China.
2024 wurde Kaya türkische Meisterin im 10.000-Meter-Lauf.

## Persönliche Bestzeiten
- 5000 Meter: 16:32,38 min, 9. Juli 2023 in Bursa
- 10.000 Meter: 35:44,23 min, 11. Mai 2024 in Izmir
- 10-km-Straßenlauf: 34:41 min, 31. Oktober 2021 in Istanbul
- Halbmarathon: 1:17:52 h, 20. Februar 2022 in Trabzon
- 3000 m Hindernis: 10:24,05 min, 12. Juni 2022 in Bursa